# Georg Wilhelm Issel
Georg Wilhelm Issel (Darmstadt, 13 ottobre 1785 – Heidelberg, 15 agosto 1870) è stato un pittore tedesco.

## Biografia
Soggiornò a Parigi fra il 1813 e il 1815. Tornato in Germania, divenne pittore di Corte. Dopo svariati viaggi in tutta Europa, trascorse la vecchiaia come paesaggista a Heidelberg.